# Fernando Henrique
 Fernando Henrique dos Anjos, ou Fernando Henrique, est un footballeur brésilien né le 25 novembre 1983 à Bauru (Brésil). Il est gardien de but et a joué avec l'équipe du Brésil (1 sélection).

## Biographie

### En équipe nationale
Il a une sélection avec l'équipe du Brésil, la seule en août 2003.

## Palmarès

### En club
- Championnat du Brésil :
  - Vainqueur : 2010.
- Coupe du Brésil :
  - Vainqueur : 2007.
- Championnat de Rio de Janeiro :
  - Vainqueur : 2002, 2005.
- Championnat du Ceará :
  - Vainqueur : 2011, 2012, 2013, 2018.
- Championnat du Rio Grande do Norte :
  - Vainqueur : 2014.
- Coupe Rio :
  - Vainqueur : 2005.
- Copa Cidade de Natal :
  - Vainqueur : 2014.
- Trophée Osmar Santos :
  - Vainqueur : 2010.

### En sélection
- Coupe du monde des -20 ans :
  - Vainqueur : 2003.
- Tournoi de Malaisie :
  - Vainqueur : 2003.